# Лодевейк ван Беркен

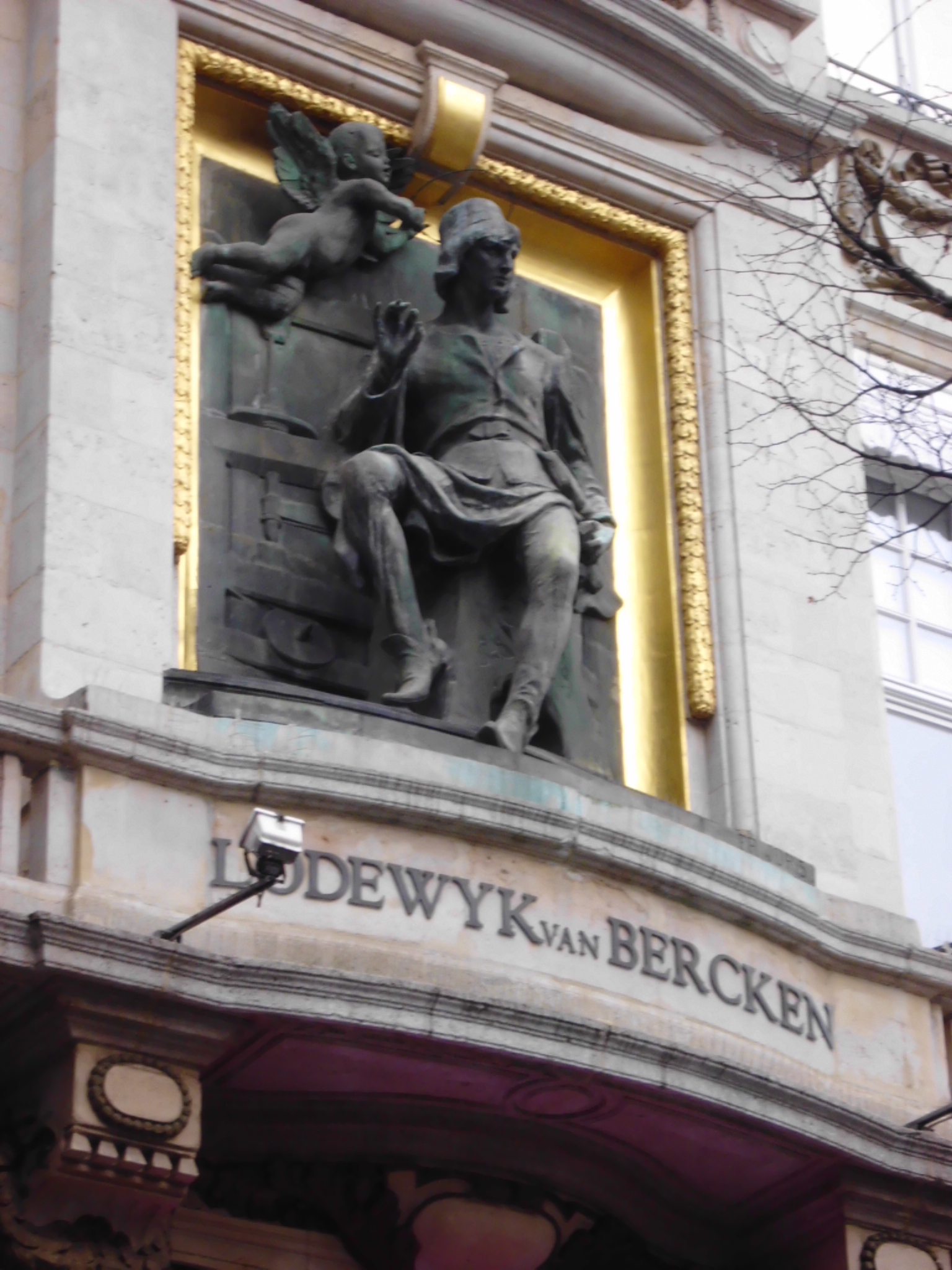
Зображення Лодевейка ван Беркена на фасаді будівлі в Антверпені.

Лодевейк ван Беркен (нід. Lodewijk van Berken) — фламандський ювелір середини та кінця XV століття. Він відомий у світі діамантової індустрії винайденням машини на шліфування діамантів. Цей винахід став революційним у світі вирізання діамантів і сприяв популярності коштовного каміння.
Ван Беркен народився в місті Брюгге. Згодом він працював у місті Антверпені, де в 1456 році здійснив відкриття. У цьому місті тепер стоїть пам'ятник Лодевейку, котрий держить у руках діамант.
Карл Сміливий став патроном ван Беркена й у 1470-х доручив йому вирізати камінь 137-и каратів (27.4 г), який згодом став відомий як Флорентійський діамант.